# Hans Göran Franck
Hans Göran Harald Franck, född 5 oktober 1925 i Järlåsa församling i Uppland, död 18 mars 1998 i Solna, var en svensk advokat och politiker. Franck var i sin yrkesgärning engagerad för de mänskliga rättigheterna och för flyktingfrågor, en inriktning som också gällde för hans advokatbyrå. Han var son till kyrkoherde Torgny Franck och Fanny, född Beselin 1893.

## Karriär
Franck var i sin ungdom aktiv i den socialistiska föreningen Clarté och var bland annat ordförande i dess Stockholmssektion. Han var från 1948 till 1949 styrelseledamot i Sveriges kommunistiska ungdomsförbund. Franck gick sedermera över till socialdemokraterna och var bland annat riksdagsledamot för partiet 1985-1994, suppleant i Konstitutionsutskottet 1982-85, i Justitieutskottet 1982-85, Utrikesutskottet från 1985 samt ledamot av Justitieutskottet från 1985.
Franck blev juris kandidat vid Stockholms högskola 1950, anställdes vid Stockholms rättshjälpsanstalt samma år och vid en advokatbyrå 1951-56. Han startade egen advokatbyrå 1956.
Franck var aktiv i Svenska kommittén för Vietnam, var ordförande i Svenska flyktingrådet 1971-79, blev styrelseledamot i Svenska kommittén för demokrati och mänskliga rättigheter i Turkiet 1985. Han var ledamot av invandrarpolitiska kommittén 1982-84, styrelseledamot i Solna arbetarekommun från 1984, ledamot av SAP:s partistyrelses kriminalpolitiska arbetsgrupp samt satt i kommunfullmäktige i Solna 1971-79.
Under åren 1964 till 1970 var Franck den första ordföranden i Amnesty Internationals svenska sektion (samt vice ordförande 1970-73), vilken han tillsammans med Per Wästberg bildade.
I januari 2008 avslöjade Dagens Nyheter att Franck, tillsammans med två andra personer knutna till föreningen Clarté, namngivits som kommunistsympatisör av den då unge Olof Palme vid ett hemligt möte med den amerikanska ambassaden i Stockholm 1950.